# Moustique (île)
Pour les articles homonymes, voir Moustique (homonymie) et Mosquito.
Moustique est une île privée de l'archipel des Grenadines appartenant à Saint-Vincent-et-les-Grenadines.

## Histoire
L'île fut vraisemblablement aperçue par les Espagnols à la fin du XVe siècle simultanément avec les autres îles environnantes qu'ils nomment « Los Pájaros » (Les Oiseaux).
Au XVIIe siècle, ces îles deviennent dans un premier temps des repaires de pirates puis des lieux de plantation de canne à sucre, mais Moustique ne reste pas habitée en permanence en raison de l'absence d'eau douce.
En 1958, Moustique est achetée pour 45 000 £ par l'aristocrate écossais Colin Tennant devenu baron Glenconner en 1983, qui la transforme en lieu de villégiature alors qu'il n'y a ni routes, ni eau potable, mais uniquement les ruines d'une ancienne demeure de planteurs qu'il rénove pour ériger l'hôtel Cotton House en 1969. En 1960, la princesse Margaret du Royaume-Uni accepte en cadeau de mariage une parcelle sur laquelle elle fait construire une villa, Les Jolies Eaux (en), qu'elle occupera à de nombreuses reprises. La reine Élisabeth II vient y rendre visite à sa sœur en 1977. Cette villa n'est plus dans la famille depuis 1999.
Le 8 janvier 1971, le paquebot Antilles de la Compagnie générale transatlantique heurte un récif non signalé sur les cartes marines, à proximité de l'île, alors qu'il se rendait de La Guaira à la Barbade. Le navire est entièrement détruit par un incendie, mais sans faire de victimes. Au fil des ans, l'épave s'est dégradée puis brisée en plusieurs morceaux.
En 1987, Lord Glenconner vend l'île. En 1989, la « Mustique Company » est créée afin de faire prospérer et protéger l'île en l'aménageant et en gérant les infrastructures (routes, eau, électricité, aéroport, etc.). Seuls les résidents  de l'île peuvent être actionnaires de la Mustique Company. Cette société a construit jusqu'à 89 villas, généralement louées à des personnes fortunées (par exemple David Bowie, Mick Jagger, Bill Gates ou Tommy Hilfiger). Le couple royal britannique (Kate Middleton et William de Galles) y loue régulièrement une villa en hiver. Parmi les résidents de cette « île des milliardaires » figurait la Strasbourgeoise Suzie Mostberger, retrouvée égorgée dans sa villa le 27 février 1998, le meurtre restant non élucidé. Une deuxième femme française, Josette Tessier du Cros, 67 ans, originaire de Hyères, est retrouvée morte le 16 avril 2005 étranglée sur une plage.
L'artiste Stefan Szczesny vient sur l'île depuis 1995 et y travaille sur ses œuvres. Il a jusqu'à présent publié trois livres sur l'île.

## Géographie
L'île Moustique est située à 25 km au sud de Gun Point, l'extrémité méridionale de l'île Saint-Vincent. D'orientation nord-nord-est/sud-sud-ouest. D'une longueur d'environ 4,9 km, sa plus grande largeur n'excède pas 2,4 km.
Deux lagunes sont présentes sur l'île Moustique : une au nord et une à l'ouest. Quelques îlots entourent l'île (Rabbit Island, Wilcks Rock, Brooks Rock...). Caps et criques sablonneuses alternent le long du littoral.
Parmi les espèces animales présentes figurent : le fou brun, la frégate superbe, la tortue charbonnière à pattes rouges, le manicou et l’iguane vert. l'île abrite des récifs coralliens, ainsi que des lieux de reproduction de tortues marines et de hérons.
Une piste d'atterrissage, longue de 1000 m, a été aménagée au nord de l'île.

## Population

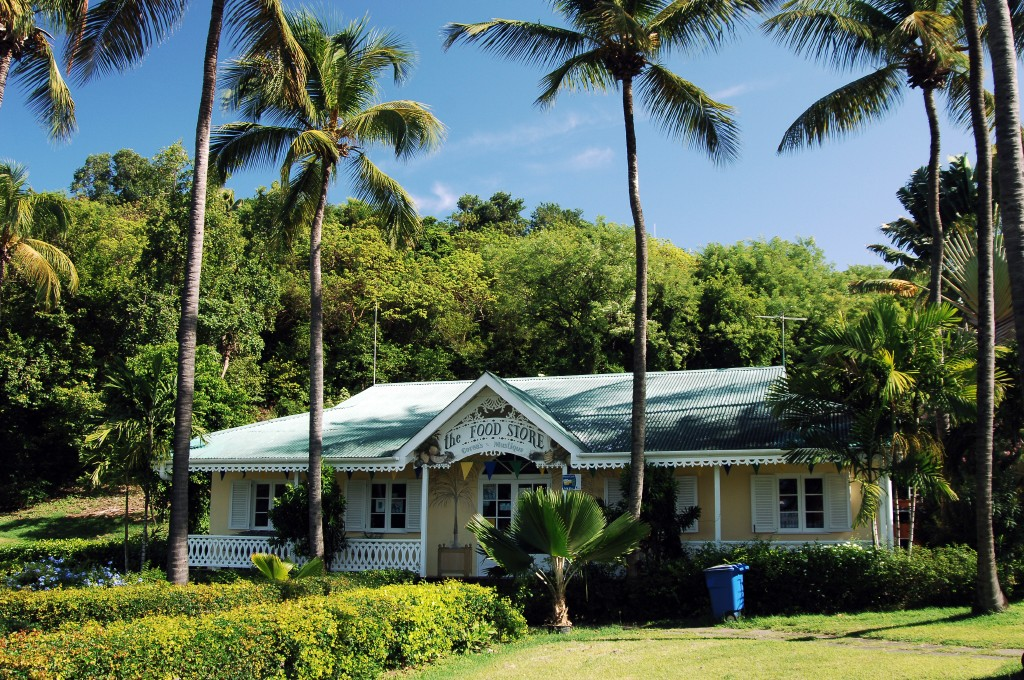
Épicerie de Moustique.

Moustique ne compte que 650 habitants permanents et vit du tourisme. L'anglais est la langue officielle mais l'allemand, le français, le néerlandais et l'italien sont parlés.
Les villages de l'île sont Lowell, Britannia et Douvres.